# Hermina Anghelescu
Hermina Georgeta Benedicta Anghelescu (n. 14 martie 1956, Câmpina, Prahova, România) este o specialistă în biblioteconomie și știința informării, profesor universitar doctor la Facultatea de Științele Informării din cadrul Wayne State University Detroit, Michigan, SUA.

## Biografie
S-a născut la Câmpina, județul Prahova, acolo unde și-a început studiile, locuind cu părinții și bunicii. A urmat cursurile Facultății de Limbi și Literaturi Străine, specializare franceză - engleză, din cadrul Universității din București, pe care a absolvit-o în 1979. În perioada 1979 - 1992 a lucrat ca bibliograf, redactor și bibliotecar în compartimentele de dezvoltare a colecțiilor și schimb internațional de publicații din cadrul Bibliotecii Centrale de Stat, devenită după anul 1990 Biblioteca Națională a României. În anii comunismului, a efectuat ocazional traduceri pentru Ministerul Culturii, Consiliul Culturii și Educației Socialiste sau pentru Uniunea Scriitorilor, atunci când aceștia aveau oaspeți din străinătate. Din acest motiv a avut dosar de urmărire la Securitate. A fost stagiară la Biblioteca Regală din Stockholm pentru câteva luni, în anul 1990, iar în 1991 a însoțit prin țară un grup de 15 bibliotecari din Statele Unite. A beneficiat de o bursă Fulbright, fiind acceptată la Universitatea Texasului din Austin, acolo unde a urmat studii de masterat, în anul 1994 și apoi de doctorat (2000).

## Activitate profesională
În anul 2000 și-a susținut doctoratul cu teza Public Libraries in Modern and Contemporary Romania: Legasy of French Patterns and Soviet Influences, 1830 - 1990, avându-l coordonator științific pe prof. dr. Donald G. Davies Jr. În perioada 1993 - 2000 a fost asistent lector la Graduate School of Library and Information Science din cadrul Universității Texasului din Austin. În anul 2000 i s-a oferit un post la Wayne State University Detroit, Michigan, astfel că în perioada 2000 - 2006 a fost profesor - asistent, apoi din 2006 până în 2017, profesor - asociat, iar din anul 2017, profesor titular la catedra de Științele Informării a acestei universități. În toamna anului 2006 a fost profesor vizitator la University College London, Doha - Qatar, la School Library & Information Studies, iar în toamna anului 2007 a fost profesor vizitator la University of Tsukuba, School of Library, Information and Media Studies, Tsukuba, Japonia. În perioada 2019 - 2023 a fost evaluator extern pentru specializarea Managementul informațiilor de la Facultatea de Științele Educației din cadrul Universității din Hong Kong, iar din anul 2025 a devenit consilier extern în cadrul Comitetului de experți ai Departamentului de Arhive, Biblioteconomie și Sisteme Informaționale din cadrul University of West Attica, Atena, Grecia, acolo unde, în iarna anului 2025 a fost profesor - vizitator.
A fost consultant expert pentru biblioteci din Europa de Est pentru diferite organizații internaționale, precum Departamentul de Stat al SUA sau pentru International and Research & Exchanges Board (IREX). În perioada 2005 - 2007 a fost consultant pentru Fundația Bill și Melinda Gates, realizând un studiu de țară în urma căruia România a fost inclusă în programul Global Libraries, derulat de fundație în perioada 2007 - 2009 ca program pilot, apoi 2009 - 2013, sub numele de Programul Biblionet.
A fost membră a mai multor asociații profesionale precum American Library Association, membră a Cercului de Istorie a Bibliotecilor din cadrul  ALA (Library History Round Table), IFLA (International Federation of Library Associations and Institutions) - secretar și membră a comitetului Secțiunii de Istorie a Bibliotecilor, Asociația Națională a Bibliotecarilor și Bibliotecilor Publice din România (ANBPR), pe care a condus-o în calitate de președintă în perioada 2002 - 2003, ABLL (Association of Balkan Librarians and Libraries), ALISE (Association for Library and Information Science Education).  
A beneficiat de numeroase finanțări pentru cercetare, granturi de călătorie sau burse oferite de Departamentul de Stat al SUA, de Wayne State University, de University College London din Doha, de ambasada SUA la Chișinău, ambasada Japoniei la Chișinău, International Research and Exchanges Board (IREX) sau de University of Texas, Austin. 

## Lucrări publicate
A publicat articole de specialitate în reviste de Biblioteconomie și Științele Informării din țară și din străinătate, având numeroase citări. A colaborat la revistele Biblioteca, Magazin bibliologic, Alexandria, Collection Management, Libraries & Culture, Library Trends. IFLA Journal. A contribuit la realizarea bibliografiilor Românica (Bibliografia Națională a României), Republica Moldova în lume, Annual Bibliography of the History of Printed Book and Libraries,  Annual Bibliography of English Language and Literature. Library of Congress i-a publicat în 2001 volumul Books, Libraries, Reading & Publishing in the Cold War, având co-autor pe Martine Poulain, iar în anul 2006, un al doilea volum Libraries & Culture: Historical Essays Honoring the Legacy of Donald G. Davis, Jr., publicat în colaborare cu John Mark Tucker și Cherryl Knott Malone. În anul 2024, împreună cu Patrick Lo, Rebekah Okpoti, și Wei-En Hsu a publicat  lucrarea Stop the War! Solidarity with Ukraine: Performing Artists Across the World Call for Peace.  A făcut parte din comitetul editorial al unor publicații de specialitate recunoscute, din domeniu, precum Biblioteca (București, 1996 - 2010), Magazin Bibliologic (Chișinău, 2004 - 2010), Index Translationum (Paris, 1979 - 1992), Information & Culture: A Journal of History (Texas University, 2006 - 2014), Journal of Applied Research in Library Sciences (European Consortium of Life Sciences University, 2008), Library & Archival Security (Binghamton, New York, din anul 2000), Library Hi Tech, Library Trends, Slavic & Eastern European Information Resources (Binghamton, New York, din anul 2003),  Philobiblon: Transylvanian Journal of Multidisciplinary Research in Humanities (Cluj Napoca, 2008 - 2015)
S-a ocupat și de traduceri, traducând atât cărți de literatură, cât și lucrări de specialitate din și în română, engleză și franceză.

## Premii și distincții
A fost distinsă cu Ordinul „Meritul cultural” în grad de Cavaler, oferit de Președinția României prin decretul 1094/10 decembrie 2004.
A fost distinsă cu Premiul pentru Serviciu Distins în Istoria Bibliotecilor oferit de Cercul de Istorie a Bibliotecilor din cadrul Asociației Bibliotecilor Americane (American Library Association), pentru anul 2025, echivalentul unui premiu Oscar pentru întreaga activitate în slujba biblioteconomiei. (22 mai 2025)